# Fondation Louis Vuitton
La Fondation Louis Vuitton, antiguamente llamada Fondation d'entreprise Louis Vuitton pour la création, es un museo construido por el grupo LVMH que tiene como objetivo promover el arte y la cultura y apoyar las acciones de mecenazgo emprendidas desde 1990 por el grupo. Está gestionado como una entidad separada sin ánimo de lucro como parte de la promoción del arte y la cultura que realiza LVMH.
El edificio, diseñado por el arquitecto Frank Gehry, está situado en el Jardín de Aclimatación del Bosque de Boulogne, en el distrito 16 de París. Este proyecto, que quería ser una respuesta a la fundación Pinault instalada en Venecia, es la expresión mediática de la competencia entre Bernard Arnault, el empresario del lujo más importante del mundo, y su rival François Pinault.
La inauguración del edificio tuvo lugar el 27 de octubre de 2014, una vez finalizada su construcción, que costó oficialmente 143 millones de dólares. Antes de la inauguración oficial, fue el escenario del desfile de moda de mujeres de primavera/verano de 2015 de Louis Vuitton.

## Historia

### Proyecto
En 2001, Bernard Arnault, el presidente de LVMH, se encontró con Frank Gehry y le contó sus planes de un nuevo edificio para la Fondation Louis Vuitton en las afueras del Bosque de Boulogne. El proyecto del edificio se presentó por primera vez en 2006, con un coste estimado en unos 100 millones de euros y una fecha de apertura estimada en 2009 o principios de 2010. Suzanne Pagé, entonces directora del Museo de Arte Moderno de París, fue nombrada directora artística de la fundación, encargada de desarrollar el programa del museo.
Frank Gehry visitó el jardín y descubrió un lugar excepcional cargado de historia. Concibió entonces una arquitectura de vidrio inspirada en el Grand Palais, pero también en las estructuras de vidrio que decoran el Jardín de Aclimatación desde 1893, como el invernadero. Bajo la mano del arquitecto, el edificio de vidrio tomó la forma de un velero con las velas infladas por el viento del oeste, que dan así ilusión de movimiento. Doce velas de vidrio translúcidas rodean el «iceberg», una sucesión de formas blancas orgánicas revestidas de hormigón (compuestas por 19 000 paneles, todos ellos diferentes entre sí y colocados para crear, según la expresión de Frank Gehry, un motivo en «terremoto») con terrazas arboladas, todo ello flotando sobre una cuenca de agua. Estos volúmenes están separados por aberturas, huecos y superposiciones rodeadas por paredes de cristal que se descomponen en cuarenta y seis elementos de configuraciones muy diferentes, aunque es difícil distinguir fachadas y techos. Cada una de estas velas, de forma y curvatura diferentes, está sostenida por un juego sofisticado de vigas de acero y madera, y se componen de 3600 paneles de vidrio serigrafiado que reflejan el 50 % de la energía luminosa que reciben.
Con el objetivo de insertar de la mejor manera posible el edificio en el entorno del Jardín de Aclimatación, del cual LVMH obtuvo su concesión por una duración de veinte años el 6 de diciembre de 1995 (el grupo había comprado en 1984 el conglomerado Boussac que ya obtuvo en 1952 la concesión del jardín por parte del Ayuntamiento de París, que fue renovada en 1995), la fundación realizó un plan de renovación del parque en el que intentaban revivir los principios fundadores de los jardines paisajísticos del siglo XIX. Esta renovación también pretende conectar mejor el edificio con el Jardín de Aclimatación al norte, y con el Bosque de Boulogne al sur. La implantación del edificio de la fundación se realizó en el marco de un acuerdo de ocupación por una duración de 55 años suscrito a fecha del 1 de enero de 2007, al término del cual el edificio regresará al Ayuntamiento. En contrapartida, el Ayuntamiento percibe una tarifa anual de 100 000 € hasta el término del acuerdo.

### Construcción

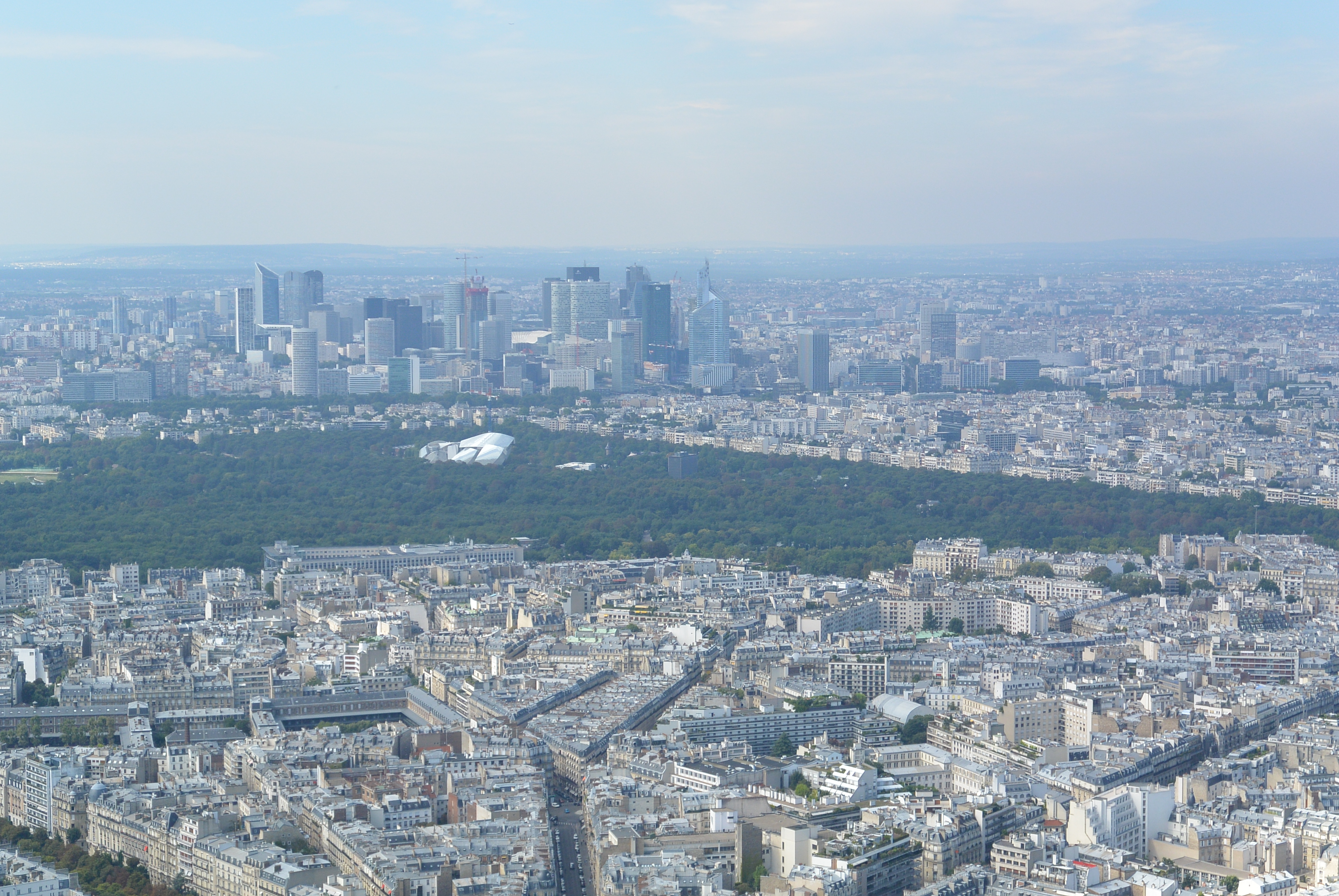
Vista desde la Torre Eiffel del edificio emergiendo en el Bosque de Boulogne.

«Era necesaria la construcción de una fundación en el seno de la cual se pudiera cristalizar una parte del mecenazgo, un espacio nuevo que abre el diálogo con un gran público y ofrece a los artistas e intelectuales una plataforma de debates y reflexión». Este era el objetivo del proyecto según las palabras de Bernard Arnault en el momento de su presentación oficial.
El edificio, construido en el lugar de una antigua bolera, una taquilla y un restaurante, tiene una superficie de 11 779 m² y supera los cuarenta metros de altura: tiene una planta baja de nueve metros de altura, una zona técnica de seis metros de altura y otra planta de nueve metros de altura coronada por los volúmenes de las claraboyas de nueve metros, rodeados por vidrios que le permiten alcanzar esta altura y doblar su volumen. Su estructura está constituida por una caja impermeable en el sótano, formada por un losa de hormigón impermeable que resiste a las presiones hidrostáticas y, para ganar aún más volumen, una cuenca de agua alimentada por una cascada en suave pendiente y rodeada por una pared periférica de siete metros.
La construcción empezó en marzo de 2008. La realización del proyecto exigió desarrollos tecnológicos innovadores desde la fase de diseño, con el uso de un software de diseño 3D, Digital Project, adaptado especialmente para la industria de la aviación. Todos los equipos que participaban en la gestión del proyecto trabajaron simultáneamente sobre el mismo modelo digital, de manera que podían intercambiar entre sí información en tiempo real. También se registraron una treintena de patentes, especialmente para los ganchos de las velas de vidrio, sometidos a una fuerte exposición al viento. La compleja geometría del edificio ha exigido numerosos estudios en el túnel de viento del CSTB de Nantes, cuyos resultados han permitido a los ingenieros de SETEC Bâtiment y RFR diseñar y dimensionar la estructura del edificio.
En 2011, una asociación de defensa del parque ganó una batalla judicial, ya que el juez consideró que el edificio se había construido demasiado cerca de una pequeña carretera considerada un derecho de paso público, y consiguió la anulación del permiso de construcción el 20 de enero de 2011. Los oponentes del proyecto también se quejaron de que un nuevo edificio perturbaría la paz del histórico jardín. El Ayuntamiento recurrió la decisión del juzgado. El célebre arquitecto francés Jean Nouvel respaldó a Gehry y dijo de los objetores: «Con sus pequeños trajes ajustados, quieren poner a París en formaldehído. Es bastante patético».
Para salvaguardar el proyecto del museo, en primer lugar el Ayuntamiento de París modificó su reglamento de urbanismo. En cuanto al permiso de construcción, el Ayuntamiento y la Fondation Louis Vuitton obtuvieron en abril de 2011 la autorización para continuar las obras. Por otra parte, en el marco de un proyecto de ley sobre el precio del libro electrónico del 15 de febrero de 2011, se deslizó un «jinete legislativo» que consolidaba el permiso de construcción. Eventualmente la Asamblea Nacional aprobó una ley especial que afirmaba que la fundación era de interés nacional y «una importante obra de arte para todo el mundo», lo que permitió que el proyecto continuara. La asociación se dirigió entonces al Consejo Constitucional presentando una cuestión prioritaria de constitucionalidad dirigida a este «jinete legislativo». El 24 de febrero de 2012, esta cuestión fue aplazada por el Consejo Constitucional porque la disposición mencionada «responde a un objetivo de interés general suficiente».
En 2012, la construcción del edificio afronta una etapa determinante con la instalación de las velas de vidrio. Estas velas están constituidas por 3600 paneles de vidrio, todos ellos con una curvatura diferente para seguir las formas dibujadas por el arquitecto. Los paneles de vidrio, sostenidos por vigas de madera y de hierro, recubren en total 13 500 m². Los equipos que participaron en la construcción del edificio de la fundación fueron galardonados con varios premios de arquitectura en Francia y en los Estados Unidos.
El coste final de la construcción, estimado inicialmente en 100 millones de euros, no se ha hecho público. Este coste podría haber superado los 500 millones de euros debido al desarrollo de los innovadores paneles de vidrio. La revista Marianne adelantó que la construcción del edificio de la Fondation Louis Vuitton habría costado cerca de 800 millones de euros, de los cuales más de 610 millones recaerían sobre el Estado francés gracias a las ventajas fiscales que obtuvo LVMH.

## Arquitectura
El edificio tiene dos plantas y once galerías de diferente tamaño (en total 3850 m²), un voluminoso auditorio de 350 asientos en la planta baja y terrazas en los techos a varios niveles para eventos e instalaciones de arte. Gehry tenía que diseñar el edificio dentro de la superficie y el volumen de una bolera que se encontraba previamente en la parcela; cualquier elemento más alto tenía que ser de cristal. El edificio tiene la forma de las velas de un velero infladas por el viento. Estas velas de cristal rodean el «iceberg», una serie de formas con terrazas blancas y floridas. Las galerías de las plantas más altas están iluminadas por claraboyas retranqueadas o parcialmente ocultas. El lado del edificio hacia la Avenue Mahatma Gandhi, justo encima de la taquilla, tiene un gran logo de acero inoxidable LV diseñado por Gehry.
Según la oficina de Gehry, más de cuatrocientas personas aportaron planos, reglas de ingeniería y restricciones de construcción a un modelo digital 3D compartido. Los 3600 paneles de cristal y los 19 000 paneles de hormigón que forman la fachada fueron simulados y posteriormente moldeados por robots industriales que trabajaban sobre el modelo común. STUDIOS architecture fue el arquitecto local del proyecto, que encabezó la transición del diseño esquemático de Gehry al edificio a través del proceso de construcción. En el diseño del auditorio participaron como consultores Nagata Acoustics y AVEL Acoustics para la acústica y dUCKS Scéno para la escenografía.

## Museo
Financiado por LVMH, el museo está dedicado al arte contemporáneo. Contiene once galerías en tres plantas destinadas a presentar diferentes colecciones, exposiciones e intervenciones de artistas, así como un auditorio con configuraciones modulables. La inauguración estuvo marcada por los conciertos del pianista chino Lang Lang y del grupo electrónico alemán Kraftwerk. El auditorio permite acoger de trescientas plazas sentadas a mill plazas de pie gracias a las diferentes configuraciones del anfiteatro. La acústica estuvo a cargo de Nagata Acoustics, que ya había trabajado con Frank Gehry para el Walt Disney Concert Hall de Los Ángeles. La escenografía del auditorio y de los espacios anexos fue diseñada por la agencia dUCKS scéno.
La fundación no es solamente un centro de arte contemporáneo. Es también un lugar donde se realizan debates, coloquios, seminarios, clases magistrales y un escenario que acoge espectáculos en vivo, cine, vídeo... La fundación también realiza pedidos a artistas. «Muchos de los museos privados creados por todo el mundo tienen bellos envoltorios arquitectónicos, pero no necesariamente la conciencia de lo que significa tener una institución, con una visión específica, un programa digno de este nombre y un papel pedagógico real. La Fondation Louis Vuitton va a ser un estimulante positivo para los otros», afirmó Jérôme Sans. La dirección artística de la Fondation Louis Vuitton está a cargo de Suzanne Pagé, antigua directora del Museo de Arte Moderno de París. El museo fue financiado por LVMH y lleva el nombre (y logo) de su marca insignia, Louis Vuitton. El edificio pasará a manos del Ayuntamiento de la ciudad después de 55 años.

### Colección
La colección de arte de la fundación pone en valor a artistas contemporáneos como Gerhard Richter, Bertrand Lavier, Christian Boltanski, Olafur Eliasson, Thomas Schütte y Pierre Huyghe, entre otros muchos. La colección del museo, combinación de obras propiedad de LVMH y Bernard Arnault, incluye obras de Jean-Michel Basquiat, Gilbert & George y Jeff Koons. Para instalaciones específicas al lugar, la fundación encargó obras a Ellsworth Kelly, Olafur Eliasson, Janet Cardiff y George Bures Miller (con la participación de Scott Tixier y Tony Tixier), Sarah Morris, Taryn Simon, Cerith Wyn Evans y Adrián Villar Rojas.
Kelly hizo una cortina para el auditorio del edificio, Spectrum VIII (2014), que consistía en doce tiras de colores. Eliasson diseñó Inside the Horizon (2014), compuesta por cuarenta y tres columnas amarillas con forma de prisma que se iluminan desde el interior y están colocadas a lo largo de una pasarela. Villar Rojas creó un depósito de agua que contiene objetos encontrados, zapatillas desechadas y plantas, instalado bajo una de las doce «velas» de vidrio que proporcionan la característica forma del edificio.
En 2016 se inauguró una obra in situ, es decir, diseñada teniendo en cuenta las particularidades del lugar, titulada L'Observatoire de la lumière, del artista Daniel Buren. Consiste en recubrir las doce velas del edificio con filtros de trece colores distintos dispuestos siguiendo un patrón regular. Los filtros actúan modificando la luz y la apariencia del edificio en función de las condiciones cambiantes del tiempo.

### Judicial
En diciembre de 2018, la Fundación Louis Vuitton fue objeto de una denuncia de una asociación anticorrupción por "fraude y evasión fiscal".